# Колумбийская аратинга
Колумбийская аратинга (лат. Psittacara wagleri) — птица семейства попугаевых.

## Внешний вид
Длина тела 33—35 см, хвоста 15 см. Окраска зелёная с блестящим оттенком, нижняя сторона светлее. Маховые перья и хвост снизу оливково-жёлтого цвета. На зобе и горле имеются красные поперечные полоски.

## Распространение
Обитает в Колумбии, Перу, Эквадоре и Венесуэле.

## Образ жизни
Населяет субтропические и тропические леса.

## Содержание
В Европу были завезены в 1873 году.

## Классификация
Вид включает в себя 2 подвида:
- Psittacara wagleri transilis (J. L. Peters, 1927)
- Psittacara wagleri wagleri (Gray, 1845)